# Kemptener Verkehrsbetriebe

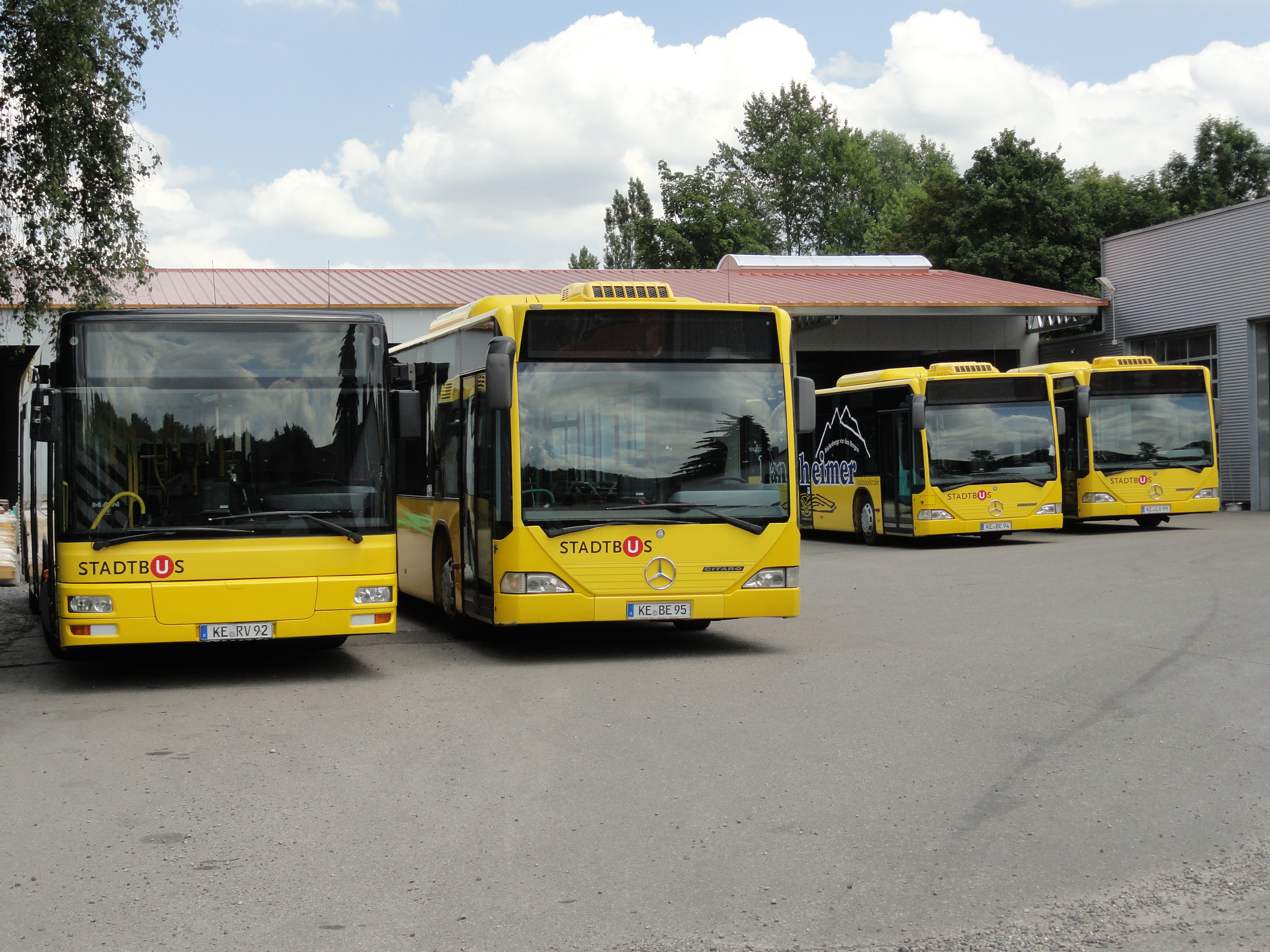
Die gelben Stadtbusse von Kempten

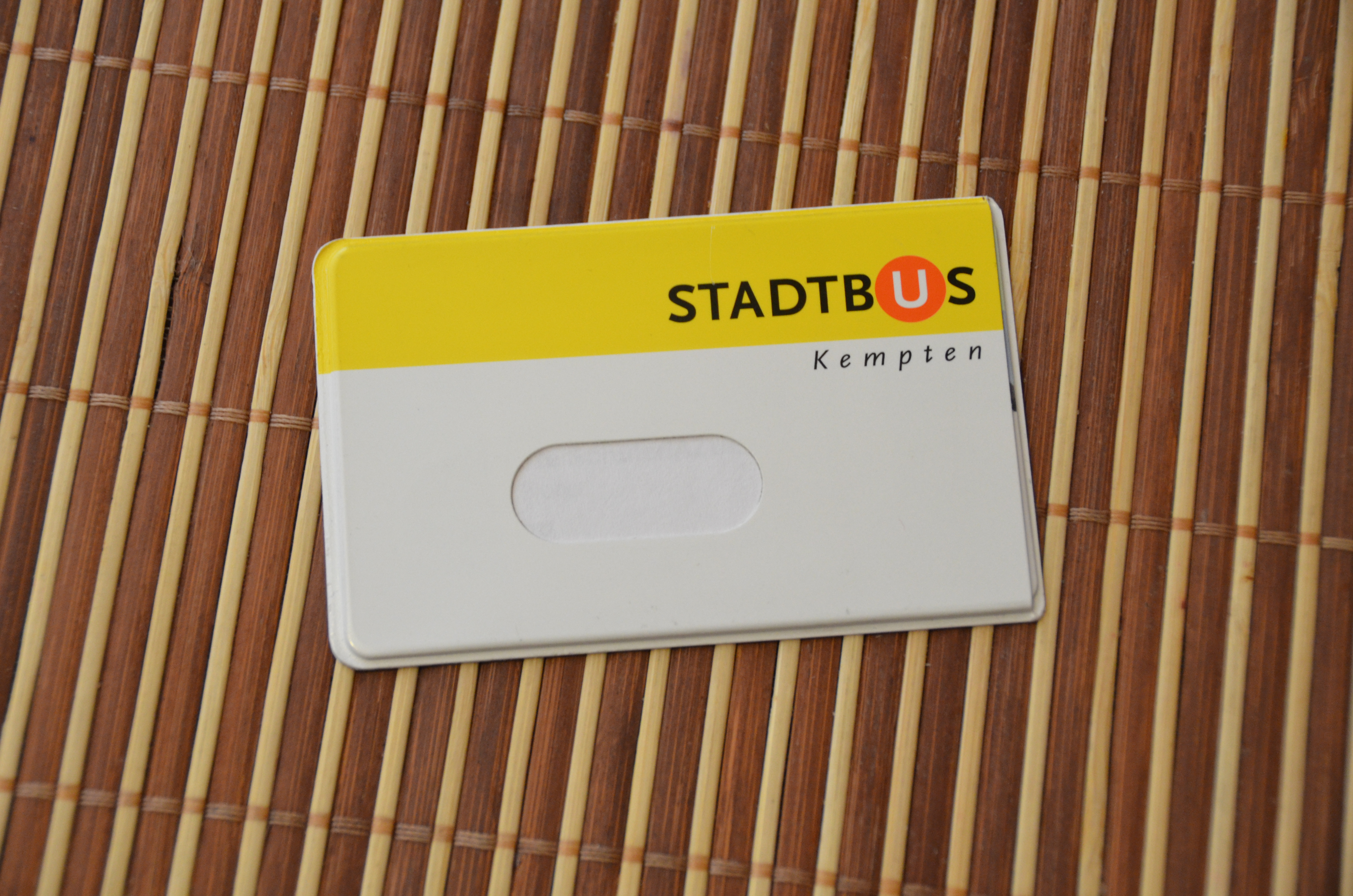
Zeitkarte mit Chip für die KVB

Die Kemptener Verkehrsbetriebe- und Beteiligungsgesellschaft GmbH & Co.KG (KVB) ist der Konzessionsinhaber des Stadtbusses in Kempten. Sie wurde 1994 gegründet und ist ein städtisches Unternehmen der Stadt Kempten. Die KVB plant und koordiniert den Busverkehr der Stadt. Als ausführendes Unternehmen fungiert die Haslach Bus GmbH aus Kempten. Die KVB gehörte bis 2014 zur Verkehrsgemeinschaft Kempten. Mit der Gründung der Mona Allgäu sind die Kemptener Verkehrsbetriebe dort leistendes Verkehrsunternehmen im Kemptener Stadtgebiet geworden.

## Linienübersicht
Folgende Stadtbuslinien fahren Werktags in Kempten:
Linie 1: Lenzfrieder Straße – Ostbahnhof – ZOB/ZUM (Zentrale Busumsteige-Stelle) – Memminger Straße – Halde
Linie 2: Nordbrücke – Bühl – ZOB/ZUM – Haubenschloß – Stadtweiher (Kempten)
Linie 3: Fenepark – Leubas/Malstatt – ZOB/ZUM – Eich – Waltenhofen-Hegge – Lanzen/Kaufmarkt - Waltenhofen/Rauns
Linie 4: ZOB/ZUM – Hauptbahnhof – Hegge, B19 – Waltenhofen/Rauns
Linie 5: Memminger Straße – Halde – Thingers – ZOB/ZUM – Eich – Waltenhofen-Hegge – Waltenhofen, Paul-Zoll-Straße
Linie 6: Sportpark - Leutkircher Straße - Stadtweiher – Franzosenbauer - Hauptbahnhof –  ZOB/ZUM
Linie X6: ZOB/ZUM - Hauptbahnhof
Linie 7: Klinik Robert-Weixler-Straße – ZOB/ZUM – Lindauer Straße – CamboMare – Stiftallmey
Linie 8: Thingers - Mariaberger Straße - Rottachstraße  – ZOB/ZUM – Hauptbahnhof
Linie 9: Jakobswiese - Göhlenbach - Haubensteigweg –  ZOB/ZUM
Linie 10: Hauptbahnhof – ZOB/ZUM – Hirschdorf – Lauben
Linie 11: JVA - Bühl - ZOB/ZUM - St. Mang - Hanebergstr. - Im Oberösch
Linie 12: Ludwigshöhe/Bachtelweiher - Lenzfrieder Str. - Füssener Str./St. Mang Brücke - Rathaus - Residenz - ZUM
Linie R7: Ringbus West: Hbf - Franzosenbauer - Aybühlweg - Adenauerring - Fa. Dachser - Nordspange - Zeppelinstr.- Leubas, An der Malstatt
Linie R8: Ringbus Ost: Hbf - Ostbahnhof - Ulmer Str. - Fenepark - Müllheizkraftwerk - Zeppelinstr. - Leubas, An der Malstatt
Neue Linien:
Sommer 2020 wurde die Linie 21 von der mona übernommen und umbenannt in die Linie 11. Auch, wurde die Linienführung (die zuvor nur Richtung Ludwigshöhe gefahren ist) zur JVA erweitert.
Ebenso hat die Linie 1 ein Upgrade bekommen. Statt nur zum Ostbahnhof fährt diese jetzt auch zur Lenzfrieder Schule und hat dort ihre neue Endstation.
Die Linie 32 fährt nun als Linie 12 zum Bachtelweiher.
Seit 1. Februar 2024 verkehrt der Ringbus Kempten werktags auf den Linien R7 & R8 mit neuen Elektrobussen. Die Linie 6 fährt daher nur noch samstags. Die Linie 3 fährt nur noch von der ZUM Richtung Waltenhofen und samstags wie früher bis nach Leubas.
Abfahrtszeiten:
Die Linien 1, 2, 3, 4, 5, 6 (Richtung Sportpark) , 7, 8, 10 (Richtung Lauben), 9, 11, 12, fahren um 25 und 55 Minuten nach ab.
Die Linien 10 (Richtung Hbf), 9 (Richtung Jakobswiese) fahren immer um 30 Minuten nach von der ZUM ab.
Die Linie X6 fährt dreimal in der Stunde.
An Sonn- und Feiertagen sowie als Spätbus ab 19 Uhr werden die Linien mit dreistelliger Liniennummer (100, 200, 300, 400 und 500) betrieben.
Das Kemptener Umland wird durch Buslinien mit zweistelligen Liniennummern (20, 22, 30, 40, 50, 61, 62, 63, 64, 65, 66, 71, 80) bedient.
Koordinaten: 47° 43′ 32,8″ N, 10° 18′ 47,5″ O